# Der Kaufmann von Venedig (film 1968)
Der Kaufmann von Venedig è un film per la televisione del 1968 diretto da Otto Schenk. È una trasposizione televisiva austro-tedesca ispirata all'opera teatrale Il mercante di Venezia di William Shakespeare, che vede Fritz Kortner come protagonista nella parte di Shylock.  

## Trama
A Venezia, Shylock chiede una libbra della carne di Antonio se costui, suo debitore non riuscirà a ripagargli un debito di cui si era fatto garante per Bassanio. Antonio accetta il patto ma, al momento del pagamento, non riesce a restituire il denaro. Davanti al Doge, a difendere Antonio si presenta Baldassarre, un avvocato che è, in realtà, Porzia, la moglie di Bassanio, travestitasi così all'insaputa di tutti. Porzia riesce a risolvere la causa facendo notare che se Shylock vorrà avere a tutti i costi la libbra di carne, potrà averla ma senza versare neanche una goccia di sangue di un cristiano. In caso contrario, sarà condannato a morte e i suoi beni confiscati. Abbandonato anche dalla figlia Jessica, Shylock cede.

## Produzione
Il film è stato prodotto da Westdeutscher Rundfunk (WDR) e Österreichischer Rundfunk (ORF)

## Distribuzione
Il film è stato trasmesso in Austria da Österreichischer Rundfunk (ORF)  (TVE) il 26 ottobre 1968 e in Germania Ovest da Westdeutscher Rundfunk (WDR) il 2 marzo 1969.